# Nam Hải, Phật Sơn
Bản mẫu:Coor icon
Nam Hải (tiếng Trung: 南海区, Hán Việt: Nam Hải khu) là một quận của địa cấp thị Phật Sơn (佛山市), tỉnh Quảng Đông, Cộng hòa Nhân dân Trung Hoa. Nam Hải có diện tích 1074 km2, dân số 1,1 triệu người.